# ガール・グループ
ガール・グループ（英語: girl group）またはガールズグループは、女性歌手で構成されたポピュラー音楽のグループで、一般的にはハーモニーを付けて歌うものを言う。

## 定義
- 女性が複数人集まることで「賑やかさ」の印象を持つことや、混声することで個々の歌声がカヴァーされるため、それぞれの音楽的才質や熟練は必要としないなど、ソロシンガーを比較基準とすれば、短期即効性を狙った商業的側面を持ちあわせているものが、ガール・グループとされる。
- ガール・グループが発祥し、世相に影響力を持って盛んになったのは、1950年代後半に、若い女性歌手たちのグループが、裏方のソングライターや音楽プロデューサーたちとチームを組んでヒット・シングルを生み出した頃からと言われている。当時のヒット曲には凝ったプロダクション手法や、優れたスタジオ・ミュージシャンたちのバックアップが施されているものも多かったが、その一方で、特定のメンバーがリード・ボーカルをとり、ほかのメンバーがバッキング・ボーカルに回る形（原型）をとるものもあった。
- 以後、ガール・グループの形式は、コーラスすることを基調に、ポップのみならず、ディスコ、コンテンポラリー・R&B、カントリー・ミュージックの分野にも広がった。

### ガール・バンドとの区別
- ガール・グループは、メンバーが楽器を演奏する、いわゆる「ガール・バンド（all-female band）」とは違うものとされるが、この言葉自体が和製英語に近く造語であり、使い分けするのは日本のみの独特なものであって、楽器を演奏しながらマイクコーラスする者も存在することから、必ずしも世界視野に立って、広く行なわれているわけではない[注釈 2]。

## 欧米のグループ

### 1950年代以前（第二次世界大戦前後）
- ハミルトン・シスターズ・アンド・フォーディス
  - ミュージックホールやヴォードヴィルの時代、女性ばかりの歌手グループは、おもに、ふざけた声でナンセンスな歌を歌うという色物的な出し物として存在していた。そうした初期における重要な例外は、ハミルトン・シスターズ・アンド・フォーディス (the Hamilton Sisters and Fordyce) というアメリカ合衆国のトリオで、彼女たちは1927年にはイングランドやヨーロッパの一部にも巡業して成功を収め、レコーディングや、BBCラジオへの出演も行なった。彼女たちは米国では、もっぱらヴァラエティを興行するギャラの高い劇場をまわり、後にグループ名をスリー・X・シスターズ (Three X Sisters) と改名し、1923年から1940年代はじめまで活動し続けた。彼女たちはバーバーショップやノベルティ曲もこなしたが、クローズ・ハーモニーでよく知られ、1930年代にはラジオで人気を博した[3]。
- ボズウェル・シスターズ
  - ボズウェル・シスターズ (Boswell Sisters) は、1930年から1936年にかけて、20曲以上のヒットを出し、人気グループのひとつとなった。1937年から活動を始めたアンドリュース・シスターズ (The Andrews Sisters) は、ボズウェル・シスターズのトリビュートアクトとしてスタートし、1940年代を通して録音と実演を続けて、レコード売り上げ、『ビルボード』誌のチャート、ミリオンセラー、映画出演と、1960年代後半まで他のガール・グループに破られない諸々の記録を作った[4]。

### 1950年代（第二次世界大戦終結以後）
- シスターズと呼ばれる者たち
  - ロック時代の最初から、あるいは、それに先んじて、ザ・コーデッツ、フォンテーン・シスターズ (The Fontane Sisters)、マグワイア・シスターズ (The McGuire Sisters) といったグループは人気が高く、1954年末から1955年はじめにかけて、ポップ・チャートの首位にヒット曲を送っていた。デカストロ・シスターズ (The DeCastro Sisters) の「Teach Me Tonight」も同時期に2位まで上昇した。レノン・シスターズ (The Lennon Sisters) は、1955年以降、テレビ番組『The Lawrence Welk Show』の中心的なレギュラー出演者となった。1956年はじめ、ボニー・シスターズ (The Bonnie Sisters) は「Cry Baby」によって一発屋的な成功を収め、ティーン・クイーンズ (The Teen Queens) の「Eddie My Love」も同様のヒットなった。1957年には、ボベッツ (The Bobbettes) の「Mr.Lee」が5か月半もチャートに留まり、ザ・チャンテルズ (The Chantels) は1957年から1963年にかけてチャートに曲を送り続け、その中には1958年の「Maybe」や1961年の「Look In My Eyes」が含まれていた。
- シュレルズ
  - しかし、ガール・グループというジャンルを始めたのは、「Tonight's the Night」を最初のトップ40ヒットとし、1961年にブリル・ビルディング (Brill Building) のソングライターだったジェリー・ゴフィンとキャロル・キングの作である「Will You Love Me Tomorrow」をビルボード・チャートの首位に送り込んだ、シュレルズ (The Shirelles) であると考えられることが多い[5]。シュレルズは、その後の2年半の間に、さらに5曲のトップ10入りヒットを飛ばし、特に1962年の「Soldier Boy」はチャートの首位をとった。

### 1960年代（スプリームスの時代）
- プロデューサーの着目

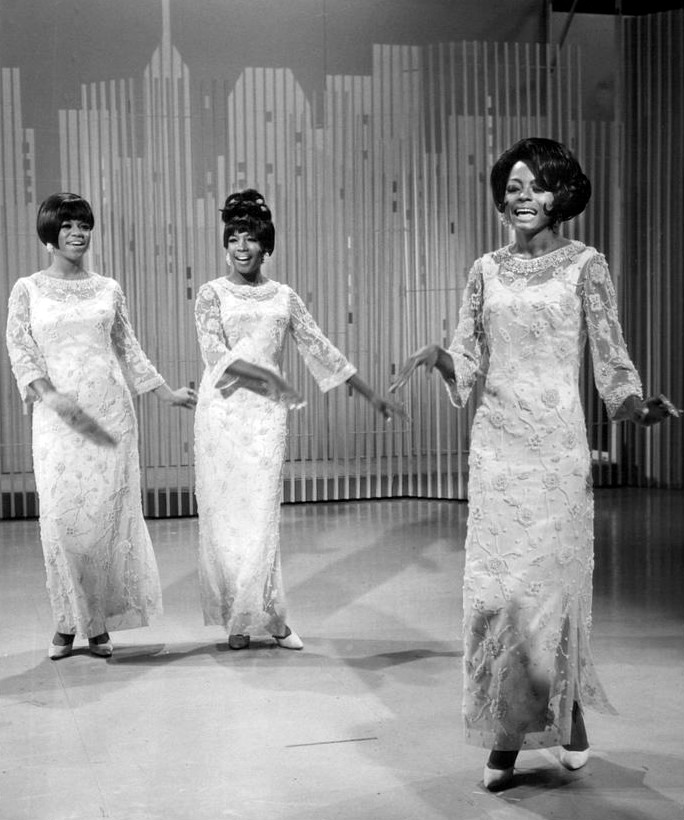
スプリームス（1966年）

  - 他のソングライターたちやプロデューサーたちは、この新しいアプローチの可能性をすぐさま悟り、既に活動実績のあるグループと契約したり、ときには新グループを創り出して、ガール・グループ・スタイルで楽曲を録音した。フィル・スペクターは、クリスタルズ、ブロッサムズ (The Blossoms)、ザ・ロネッツと契約して売り出し、ゴフィンとキングはクッキーズの曲の大部分を手がけた。同様に、ジェリー・リーバー&マイク・ ストーラー (Jerry Leiber and Mike Stoller) はエクサイターズ (The Exciters)、ディキシー・カップス、シャングリラスを育てた。
- スプリームス
  - このほか重要なガール・グループ・ソングライターとして、エリー・グレニッチ、ジェフ・バリー、シンシア・ワイル、バリー・マン などがいた。モータウン・レーベルにも何組ものガール・グループがおり、マーヴェレッツを皮切りに、その後はマーサ&ザ・ヴァンデラス、ヴェルヴェレッツ、以後、大スターとなるダイアナ・ロスを一員とするスプリームスなどを輩出している[5]。
- 1960年代を前後する時代の中で、もっとも注目を集めたガールグループはスプリームスとされており、メンバーのダイアナ・ロスは1970年以降現在も活躍し、女性ソロシンガーとしては最も数多くのレコード記録を打ち立てており、ポピュラー音楽史上、最高位の女性ボーカルと言われている。
- 「アイドル」といわれる言葉を最初に使ったシンガーでありグループこそが、この「スプリームス」であって、センターメインボーカルに左右を囲む高低音のコーラスというガールグループの原型は、彼女たちによって作られたと言われている。女性の地位や黒人の地位が低かった時代に、女性であることはもちろん黒人歌手であったことなど、時代に期待させ、時代を進化させたという意味で、画期的な存在であったとされている。
  - ジプシーズ (The Gypsies) と名乗り、後にザ・フラーテーションズ (The Flirtations) と改名したグループは、スプリームスのようなサウンドを出した。センセーションズ (The Sensations)、オーロンズ (The Orlons)、シフォンズ、エンジェルス (The Angels) なども、1960年代はじめに活躍した。一発屋ジェイネッツ (The Jaynetts) の「Sally Go 'Round the Roses」は、他のガール・グループのどれとも異なるミステリアスなサウンドを創り出した。その数ヶ月後には、これも一発屋のマーメイズ (The Murmaids) がデヴィッド・ゲイツの「Popsicles and Icicles」を全米チャート3位に送り込んだ。
  - ごく少数の外国のグループや、ザ・トイズとスウィート・インスピレーションズ (Sweet Inspirations) を例外とすれば、ブリティッシュ・インヴェイジョンの時期から1970年までの間に、全米チャート上で存在感を示したのはスプリームスだけであった。

### 1970年代から1980年代半ばまで
- 1970年代
  - 1971年から1974年までの期間には、純粋にガール・グループのトップ10ヒット曲といえる作品は、ハニー・コーン (Honey Cone) の「Want Ads」と、（1960年代から活動していた）スリー・ディグリーズ (The Three Degrees) の「天使のささやき (When Will I See You Again)」の2曲だけだった。パティ・ラベル&ザ・ブルーベルズは、1960年代米国のガール・グループだったが、1970年代はじめにマネージャーのヴィッキー・ウィッカム (Vicki Wickham) がイメージ・チェンジを施し、グループの名を「ラベル (Labelle)」と改め、グラムロック寄りの方向にグループを仕立て直した[6]。ラベルは、お揃いの衣装や、同じ振付のダンスを避けた、最初のガール・グループだったが、その代わりに、飾り立てられた宇宙服風の衣装や頭飾りなどを使った[7][8]。
  - その後、ディスコのブーム以降の女性グループには、シルバー・コンベンション (Silver Convention)、ホット (Hot)、エモーションズ、ハイ・イナジー (High Inergy)、オデッセイ (Odyssey)、シスター・スレッジ (Sister Sledge)、ベル・エポック (Belle Epoque)、フランティーク (Frantique)、ラブ (Luv')、バカラ (Baccara)、アラベスク、ノーランズなどがあった。
- 1980年前後、ガールズ・バンドの排出

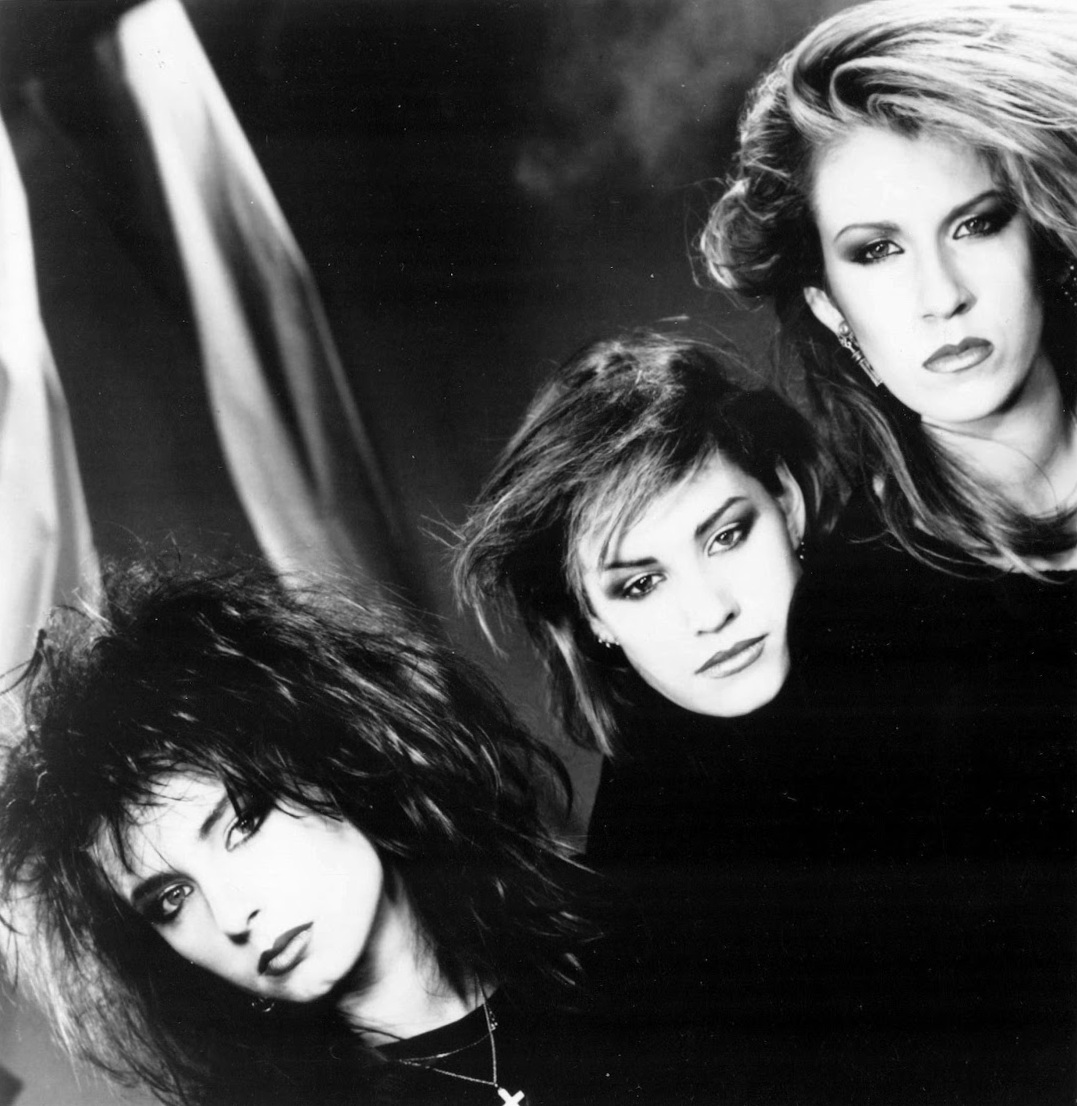
バナナラマ

- - 1970年代後半から1980年代半ばにかけての時期には、また別のグループが、ディスコへの反動を利用して、ガールズ・バンドをポップ、ポップ・ロックの路線で売り出した。とりわけ成功したのは、1970年代からヒットを連発していたポインター・シスターズ、ウェザー・ガールズ (The Weather Girls)、メリー・ジェーン・ガールズなどであった。
  - 1981年にデビューしたバナナラマは1980年代にかけて「ヴィーナス」（全米1位）「第一級恋愛罪」（全英3位）など数々のヒット曲を放ち、1989年には「最も成功したガール・グループ」としてギネス世界記録に認定されるなど活躍した。
  - バングルスとゴーゴーズも、同じ時期に成功を収めていたが、むしろガールズ・バンドと見なされるものであり、音楽的にも1960年代のガレージロック、1970年代のパンクやフォーク、1960年代のサイケデリックに影響を受けていた。

### 1980年代後半
- ウィルソン・フィリップス
  - アメリカ合衆国のボーカル・トリオ、ウィルソン・フィリップスは、1990年に出されたセルフタイトルのヒット・アルバム『Wilson Phillips』によって、当時最も売れた女性グループとなった。同じ頃には、アン・ヴォーグ、エクスポゼ (Expose)、スウィート・センセーション (Sweet Sensation) といった米国のガール・グループが、チャートの首位に立つヒット・シングルを出した。
  - また、1990年代はじめには、TLC、SWV、エクスケイプ (Xscape)、702（セブン・オー・ツー） (702)、ジャネイ (Zhané) など、多数のR&B系のガール・グループがシーンに現れた。
  - これらに続いて、1990年代半ばにはビヨンセをメンバーの一人とした「デスティニーズ・チャイルド」が登場した。

### 1990年代（スパイス・ガールズの時代）
- スパイス・ガールズ

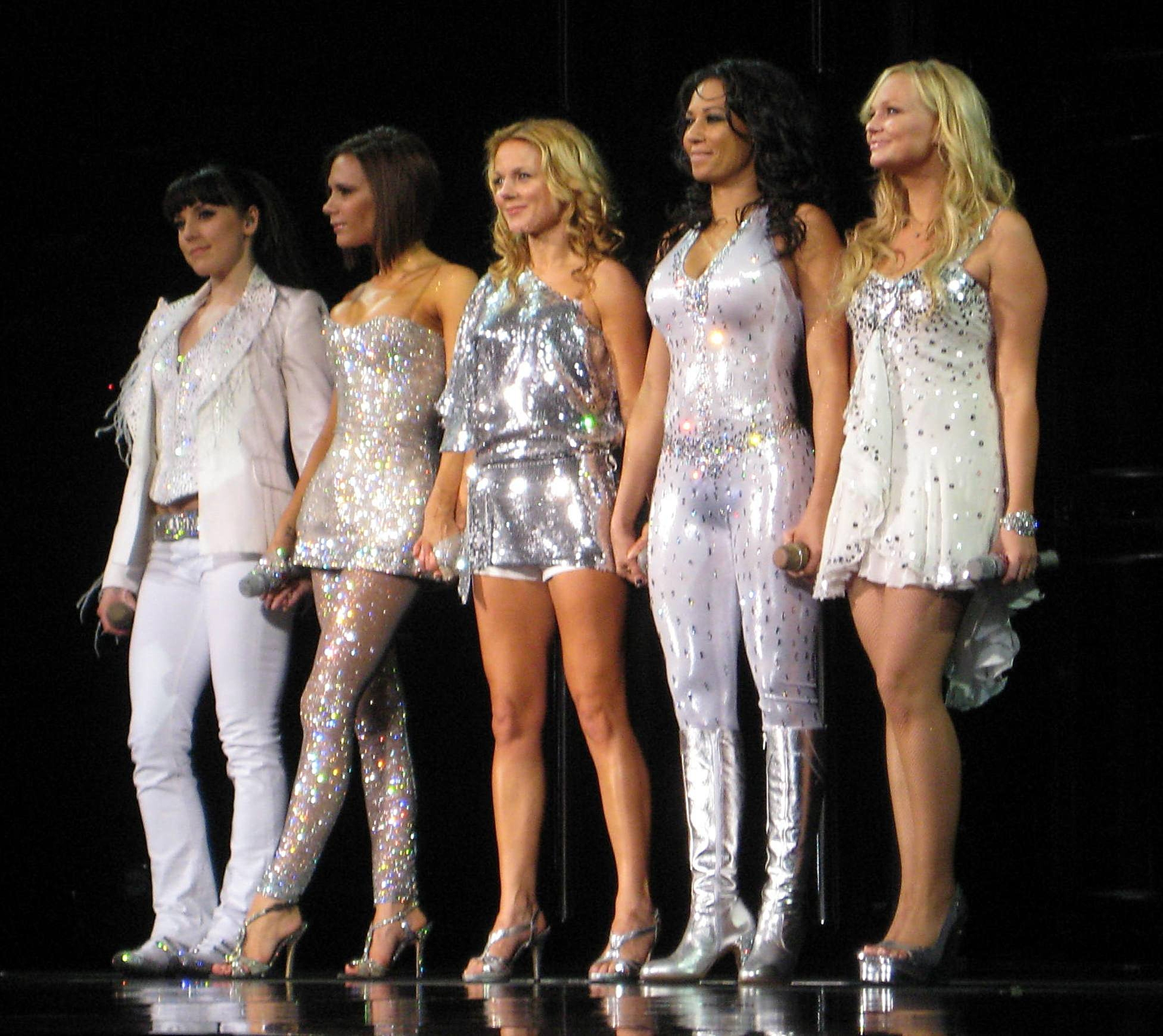
スパイス・ガールズ（2006年）

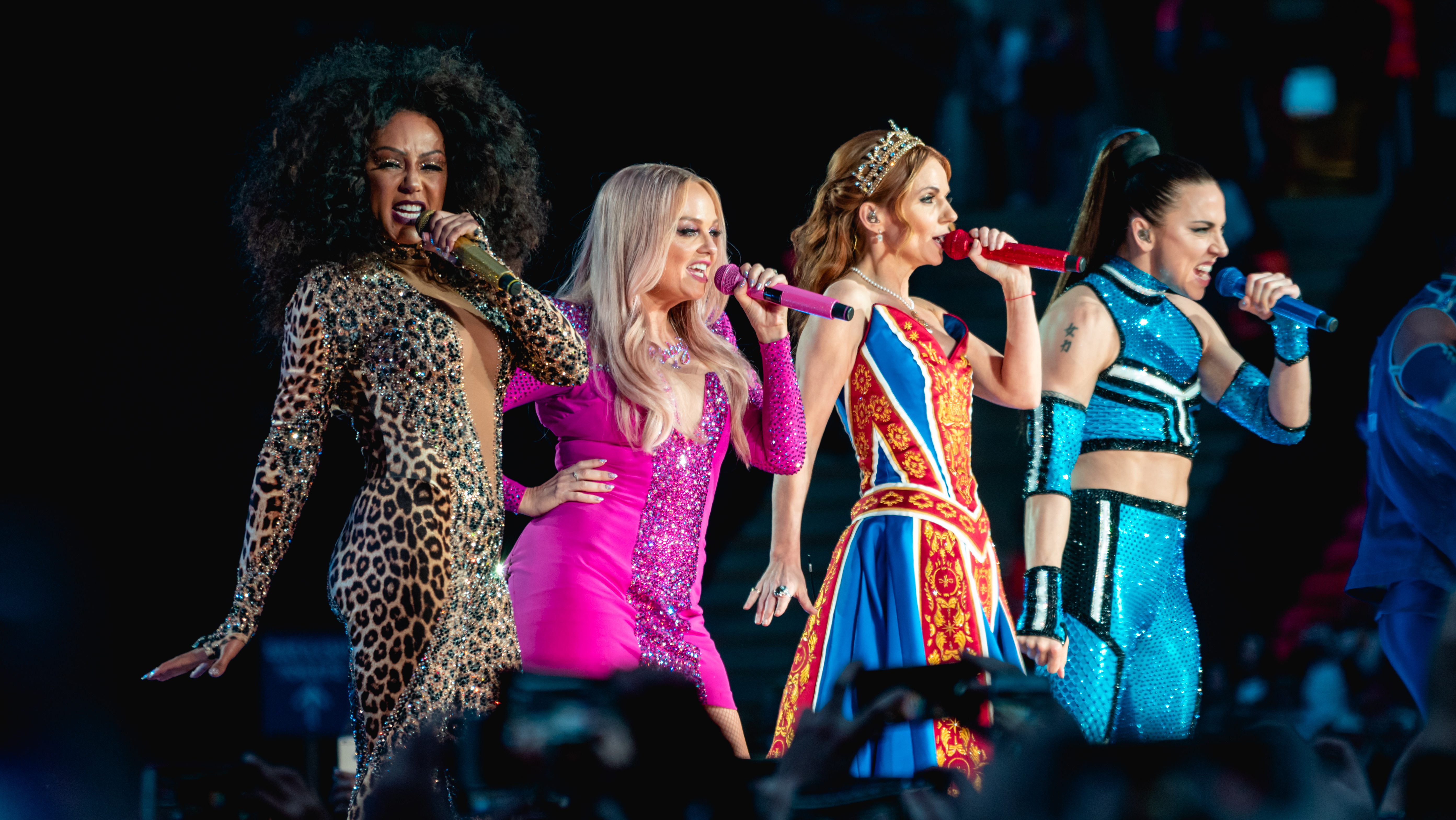
スパイス・ガールズ（2019年）

  - 1996年、ガール・グループのシーンをそれまで支配していた米国勢に代わって、女王国であってダイアナ元皇太子妃（没）が常に女性の注目を集める中であり、その一方で、女性首相を誕生させたとする英国にあって、スパイス・ガールズが英米両国で、「ワナビー」、「2 Become 1」、「Spice Up Your Life」など9枚のナンバー1シングルを出した。チケット完売のコンサート、ファッション広告、マーチャンダイズ、主演映画と、スパイス・ガールズは1960年代のビートルズ以来、最も商業的に成功したイギリスのグループとなった[9][10]。彼女たちは、1990年代において最も売れたポップ・グループであり、現代の音楽の歴史において最も売れた女性グループのひとつである[11][12]。
  - 彼女たちの最初のアルバム『スパイス』は女性グループのアルバムとしては史上最大の売り上げを達成し、世界中で2300万枚とも[13][14]、2800万枚ともいわれる売り上げを達成した[15]。スパイス・ガールズは、総計で8000万枚以上のレコードを世界中で売った[16][17]。『タイムズ』紙やBBCニュースの報道や、伝記作家デヴィッド・シンクレア (David Sinclair)は、彼女たちを史上最も成功したガール・グループだと述べている[18][19]。
- 同時期の他のガールグループ
  - 同時期の他のガール・グループには、スパイス・ガールズとはスタイルが違うライバルとして売り出されたイギリス/カナダのオール・セインツ、アイルランドのビー・ウィッチドやエターナルなどがあり、いずれも1990年代に世界的な成功を収め、2人組のシャンプーは本国よりも日本でヒットした。また、スウェーデン/デンマーク勢からはスマイル.dkやミー・アンド・マイが日本で人気を得た。アメリカではTLCが有名であり[20]、1995年のアルバム『クレイジーセクシークール (CrazySexyCool)』は全世界で2200万枚を売り上げた[21]。

### 2000年代
- シュガーベイブスとガールズ・アラウド
  - イギリスでは、2000年代においてもガール・グループの人気が続いた。アトミック・キトゥンは、チャート首位に達した2000年の「Whole Again」を含め、一連のヒット曲を連発した。シュガーベイブスやガールズ・アラウドも2000年代はじめに人気となった。ガールズ・アラウドの「Sound of the Underground」とシュガーベイブスの「Round Round」は、「2曲の爆発的な大ヒット」となり[22]、2000年代のイギリスのポップ音楽の形を変えたと評された[23]。シュガーベイブスは、全英チャート首位のシングル6曲、その他のトップ10ヒット14曲、さらにプラチナ・アルバム4枚を送り出し[24]、『British Hit Singles & Albums』によれば、21世紀に最も成功した女性グループとなった。
  - ガールズ・アラウドは、全英チャートで首位になった4曲を含む20曲を連続してトップ10に送り込み、2枚のアルバムがチャート首位になった。彼女たちの5枚のスタジオ・アルバムは、すべてプラチナ・レコードの認定を受け[24]、ベスト・アルバム『The Sound of Girls Aloud』は100万枚以上を売り上げた[25]。両グループとも、ブリット・アワードに何度もノミネートされ、2003年にはシュガーベイブスが最優秀ダンス賞を、2009年にはガールズ・アラウドが「The Promise」で最優秀シングル賞を受賞した。

### 2010年以降
- ザ・サタデイズ

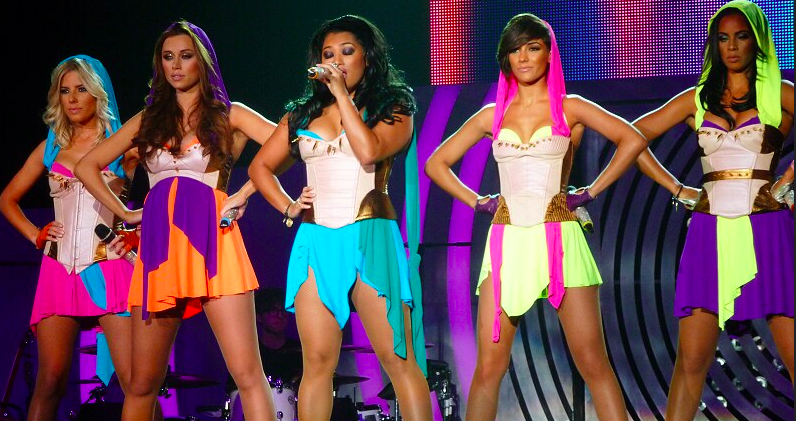
ザ・サタデイズ（2015年）

  - これに続いて、メインストリームで大きな成功を収めたのはザ・サタデイズ (The Saturdays) で、2008年に音楽シーンで人気を博した。デビュー以降、彼女たちは400万枚のレコードを売り、全英チャートで11枚連続のトップ10ヒット・シングルを出し、そのうち「Up」、「Issues」、「Just Can't Get Enough」、「Ego」、「Higher」の5枚は、シルバー・ディスクの認定を受けた。また、アルバムのうち3枚はトップ10入りし、デビュー・アルバムの『Chasing Lights』は、40万枚以上を売り上げてプラチナ・ディスクの認定を受けた。2012年、彼女たちは、イギリスのガール・グループとしてはスパイス・ガールズ以来となる米国市場への進出に挑戦し始めた。
  - イギリス、ロンドン出身の3人組R&B系ガール・グループ、ストゥーシー (Stooshe)は、BBCの「Sound of 2012」の投票で候補にノミネートされ[26]、以降、全英チャートで2曲のトップ5ヒット・シングルを出した。
- 傾向の変化
  - 一方、21世紀に入ってからのアメリカ合衆国の音楽界においては、個々の実力の拡散とも見て取れるグループハーモニーへの疑問から、ガール・グループの人気は大きなものとなっておらず、セレーナ・ゴメスやマイリー・サイラスといった、ディズニーチャンネル出身の他分野での成功という付加価値をつけたセレブアイドルたちを中心とする女性ソロ歌手や、ブラック・アイド・ピーズなどの男女混成グループの他、ピットブルやジャスティン・ビーバーといった男性シンガーが、ジェニファー・ロペスやニッキー・ミナージュなどの女性シンガーをフィーチャリングする個人主張の強い音楽が、より成功するという傾向にある。
  - 2012年以降では、アメリカ進出を果たしたイギリスのザ・サタデイズが表立っているほかは、日本の音楽産業の手法に着目したとする公開オーディションテレビ番組「Xファクター」から相乗効果を狙って輩出されたイギリスのリトル・ミックスやアメリカのフィフス・ハーモニーに注目が集まっていた。だがその後ザ・サタデイズ（2014年）、フィフス・ハーモニー（2018年）、リトル・ミックス（2022年）はそれぞれ活動停止・解散している。

## アジアのグループ
- 第二次世界大戦後、女性や黒人の地位向上や、オセアニア（ヨーロッパ・アジア）の経済発展を背景に、1960年代のアメリカの黒人グループ「スプリームス」の成功や、1990年代の女王国イギリス（ヨーロッパ）のスパイス・ガールズの成功に憧れながら影響される形で、日本や韓国など東アジア諸国の音楽界におけるガールズグループたちも、その存在意義を年追うごとに大きくしていった。

### K-POP

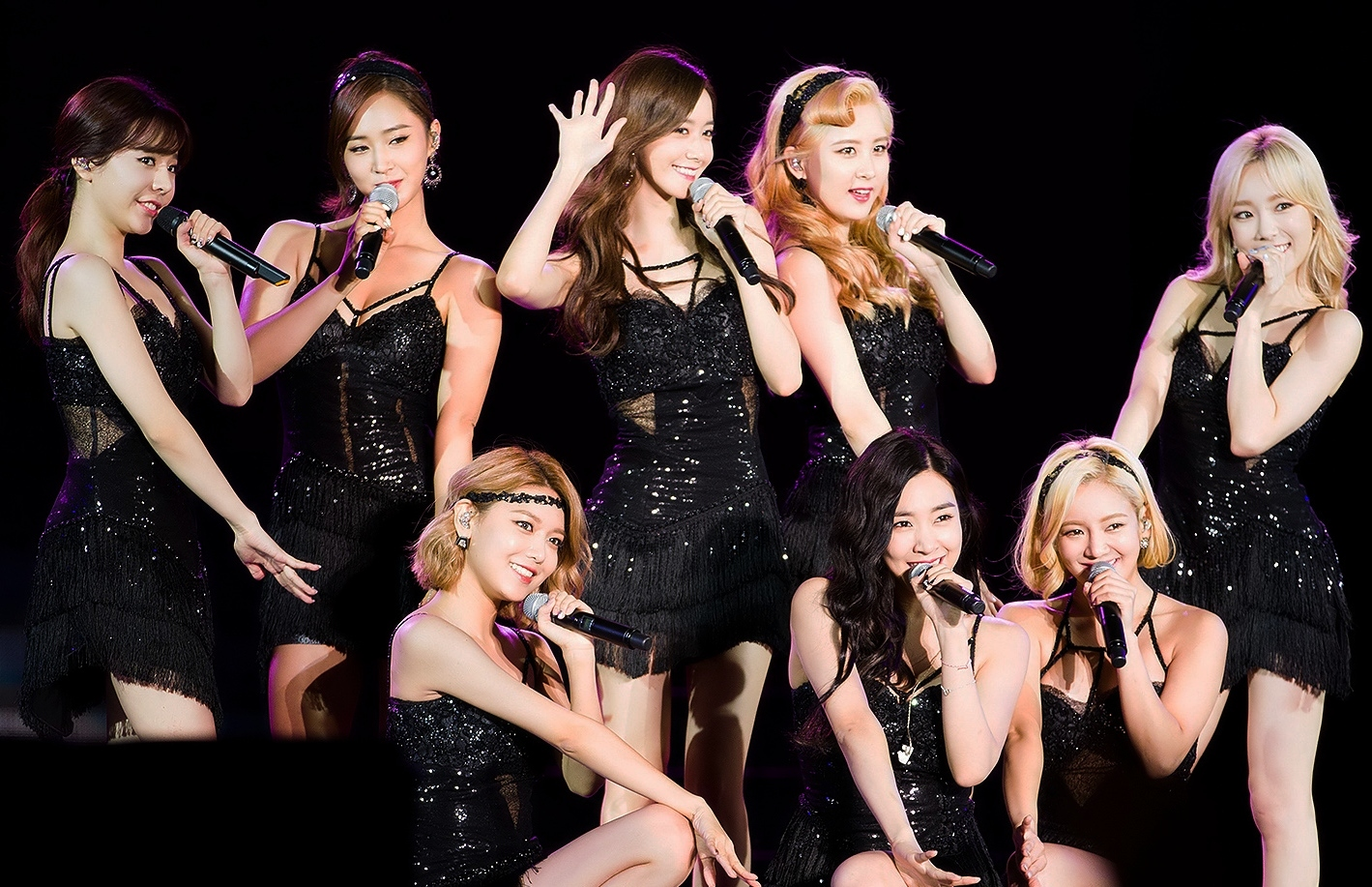
少女時代（2015年）

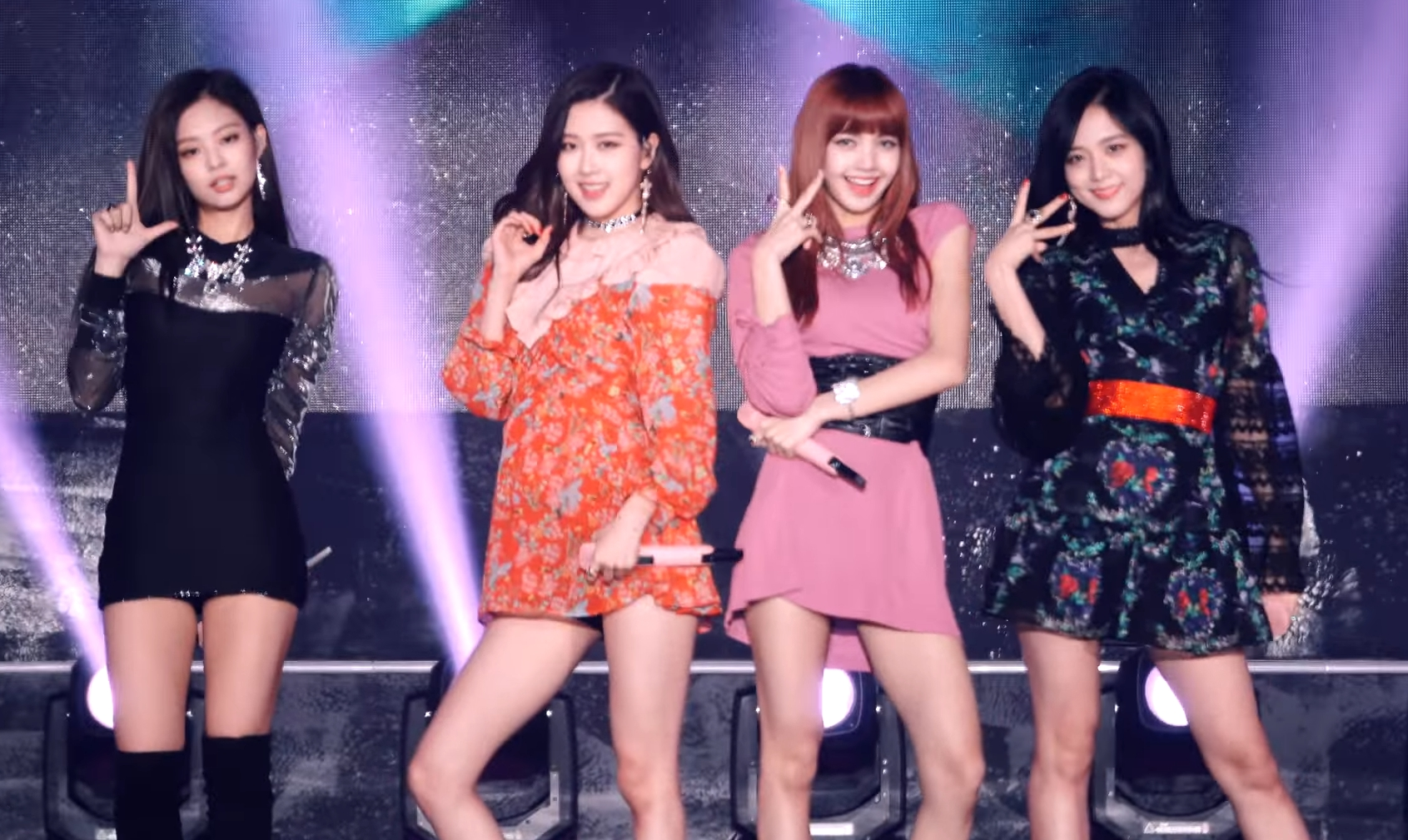
BLACKPINK（2017年）

- K-POPガールズグループは台湾と日本で絶大な人気を誇り、両国の人々に深く愛され、世界中に広く普及しています。エンターテイメントとしての「韓流」と「K-POP」は、いわば「国策の域」に達しており、その営業圏は台湾や日本といったアジアに限定されず、アメリカやヨーロッパにも及ぶようになっている。そんな中で、「ヨジャグル」と呼ばれる韓国のガール・グループも「韓流」を主導する最大要素とされ、北朝鮮や日本と同じマスゲームダンスを得意として、韓国芸能文化の特徴とされる様になった。
- 世界進出
  - 2000年代後半から活動を開始した韓国アイドル第2世代に当たる少女時代、KARA、Wonder Girlsは、韓国を代表するガール・グループとしてアジア圏で広く認知されている。この他にも、他国進出を果たした以上3組に追随する形で、Brown Eyed Girls、AFTERSCHOOL、miss A、f(x)、4Minute、2NE1、T-ARA、SISTAR、Secretなどが、日本や台湾などでも紹介される様になった。
  - 2010年代後半から活動を開始した韓国アイドル第3世代に当たるBLACKPINKとTWICEは、活動拠点を東南アジアや欧米へと広げることに成功した。双方のグループが、アメリカの音楽番組への出演や、ワールドツアーの開催を達成している。
  - とりわけ、BLACKPINKは、YouTubeチャンネルの世界最多登録者数を誇り、メンバーそれぞれがファッションブランドのグローバルアンバサダーを務めるなど、その影響力は世界規模となっている。また、米ビルボード100では初登場25位、そして、米ビルボード200において、一位を獲得した唯一のガールズグループであり、UKオフィシャル・チャートにおいても一位を獲得している。ビルボードグローバルでは、1位「SHUT DOWN」,２位「PINK VENOM」と1位2位を独占。世界最大の音楽ストリーミングサービスであるSpotifyでは、「SHUT DOWN」がウィークリー・トップ・ソングス・グローバルにおいて、K-POPアーティストとして初めて一位を獲得しており、他のK‐POPガールズグループの追従を許さないほどの人気である。

### J-POP
- 日本の背景

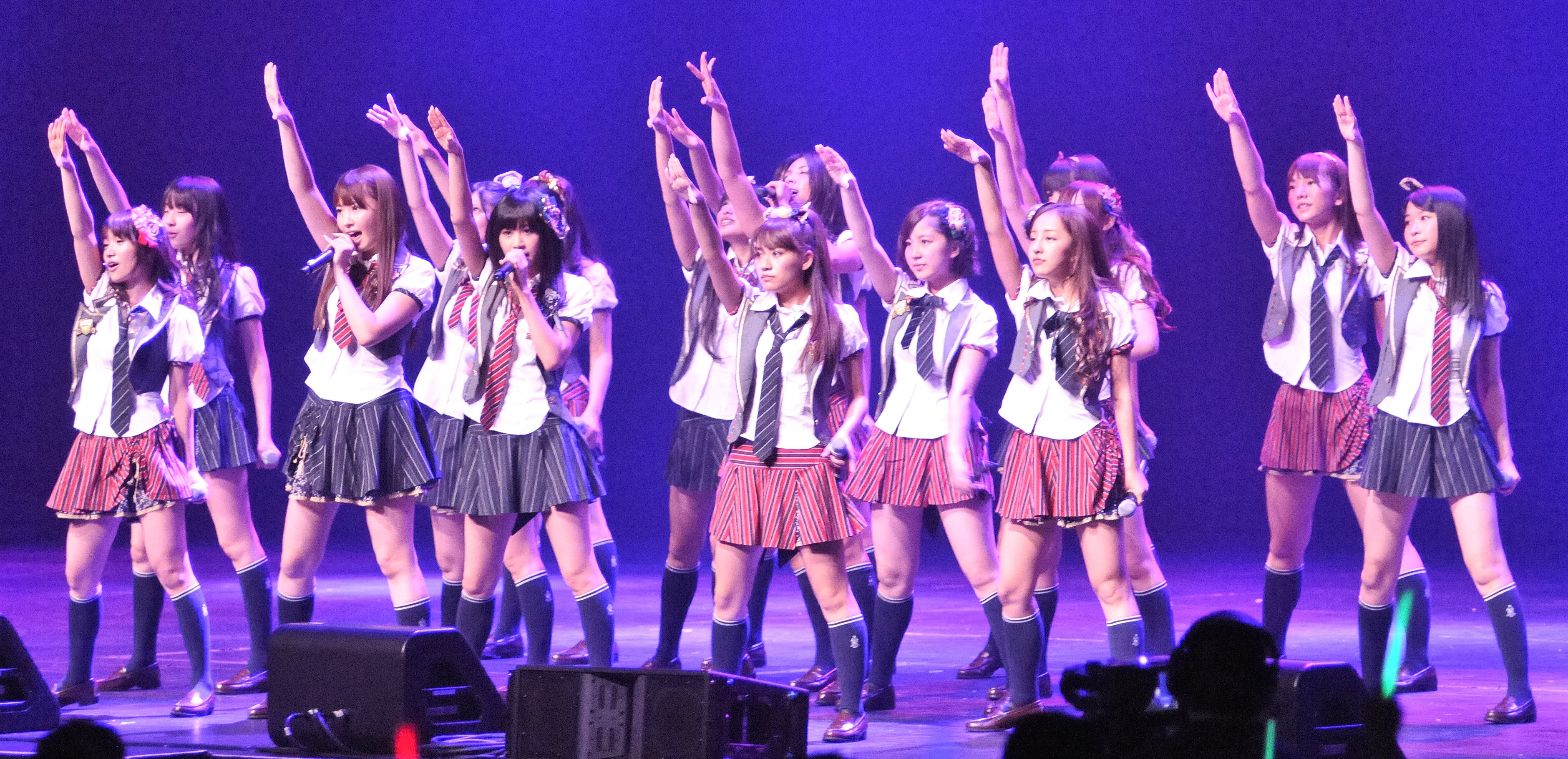
AKB48（2010年）

  - 全世界の音楽売上高の50%前後がアメリカ合衆国と日本のみでまかなわれる中で、アメリカと違い他国にはほとんど輸出されずにほぼ100%自給自足される日本の音楽は、街頭スカウトや公開オーディションによるルックス先行の表面性や、海外アーティストを受け付けない排他性、あるいはyoutube等の世界配信を徹底的に排除する閉鎖性について、独特であって異質であり。
  - 売上高に対する音楽CDの売上枚数からいえば、各個が飛びぬけて高価であって高品位、高品質であるといえる音楽でありながら、全く世界にシェアと知名度を持たない保護し優遇された日本特有の音楽である。
- 公開オーデションテレビ番組との連動
  - 日本のガールズグループは、テレビの創生期である1960年代の双子のデュオ「ザ・ピーナッツ」にはじまり、カラーテレビの普及が完了した1970年代の「ピンク・レディー（デュオ）」や「キャンディーズ（トリオ）」、あるいは家庭用のビデオが普及した1980年代の「おニャン子クラブ（コーラスグループ）」や「WINK（デュオ）」、レコードからCDに移り変わった1990年代の「SPEED（カルテット）」や「モーニング娘。」など、戦後から現在に至るまで、マスコミメディアの発展と共に、常に日本のポピュラー音楽界を主導し、日本の芸能文化を特徴づける位置づけにあった。
  - そのうち特に、「ピンク・レディー」や「おニャン子クラブ」、「モーニング娘。」については、当時人気の公開オーデションテレビ番組（スター誕生!、夕やけニャンニャン、ASAYAN）を下支えに、コーラスと共に固定的な振り付けのダンスを行うというマルチ感がワンセットとなって紹介され、その相乗効果によって爆発的に人気を博し、世相を映し出す社会現象に至るまでになっている。そういった女性POPグループの輩出のされ方は、世界に類を見ない日本の音楽業界独自の特徴であって、更には、協調性や平均化を重視してカリスマやリーダーシップを作らない、日本の国民性の象徴ともされている。
- マスゲームダンス
  - 1990年代後半以降、写真や水着オーデションされるルックス先行の表面的なアイドル文化や、アジア特有のマスゲームダンス（同じ振付を大勢で合わせる踊り）に特徴を持つ「J-POP」の評価が、もともとそれを文化としていた朝鮮半島や中国といったアジア地域でも馴染み易いものとして受け入れられてくると、ダンスに重点を置くSPEEDや、メンバーの組合せの妙を狙うモーニング娘。、あるいはスター性を排除し、ファンとの連帯感を持ち味として馴染みやすさを強調するAKB48といった、アジアン向けの日本のガール・グループが次々と量産されるようになった。現在、60人以上のメンバーがいるAKB48は、団体行動を基調とするアジア芸能文化の独自性への好奇の目も手伝い、最も人数の多いポップ・グループとしてギネス世界記録に認定されている。
  - オリコンの統計によれば、2000年代に台頭したモーニング娘。が日本における女性グループの売り上げ首位に立っており、1990年代を活動の中心とするSPEEDは、デビューから解散までの13年間に、日本国内だけで累計2000万枚の音楽CDを売っている[27]。2000年代前半から活動するPerfumeも成功したガール・グループのひとつであり、その音楽のスタイルは、エレクトロニック・ダンス・ポップに焦点を当て、より西欧的な音楽を類似させたものとなっている。
  - 2010年代になって、AKB48の成功を軸に、それを派生させたり差別化させる兆候の中で、よりファンとの親密性や連帯感、等身性を狙ったももいろクローバーZや、人気アニメーションテレビ番組「けいおん」と連動したガールズバンド、スキャンダルも、注目され始めている。